# Crocomela praelata
Crocomela praelata är en fjärilsart som beskrevs av W. Warren 1904. Crocomela praelata ingår i släktet Crocomela och familjen björnspinnare. Inga underarter finns listade i Catalogue of Life.